# Introducing (EP)
Introducing é o extended play (EP) de estreia da cantora sueca Zara Larsson. Foi lançado exclusivamente nos países escandinavos em 21 de janeiro de 2013, através do TEN Music Group e da Universal Music. O primeiro e único single do álbum, "Uncover", foi lançado em 21 de janeiro de 2013. Tornou-se um sucesso comercial, conseguindo chegar ao topo das paradas da Suécia e Noruega, resultando em seis certificações de platina, no primeiro citado, e certificado de platina no segundo.

## Desempenho comercial
Embora o EP em si não tenha conseguido entrar nas paradas, suas faixas tiveram um bom desempenho comercial. Além do sucesso comercial de "Uncover", outras canções do EP, incluindo "Under My Shades", "When Worlds Collide" e "It's a Wrap", alcançaram o número 45, número 26 e número 43, respectivamente.

## Alinhamento de faixas
| Introducing    |                       |                                                       |                       |         |  |
| N.º            | Título                | Compositor(es)                                        | Produtor(es)          | Duração |  |
| 1.             | "Under My Shades"     | Marcus "Mack" Sepehrmanesh Tommy Tysper               | Tysper                | 3:29    |  |
| 2.             | "When Worlds Collide" | Loelv Sepehrmanesh                                    | Loelv                 | 3:34    |  |
| 3.             | "In Love With Myself" | Fredrik Berger Loelv Alx Reuterskiöld Hannah Robinson | Loelv                 | 2:46    |  |
| 4.             | "Uncover"             | Robert Habolin Gavin Jones Mack                       | Habolin Erik Arvinder | 3:34    |  |
| 5.             | "It's a Wrap"         | Tom Liljegren Mack Tysper                             | Toon Tysper           | 3:22    |  |
| Duração total: | Duração total:        | Duração total:                                        | Duração total:        | 16:46   |  |